# Síndrome de Ellis-Van Creveld

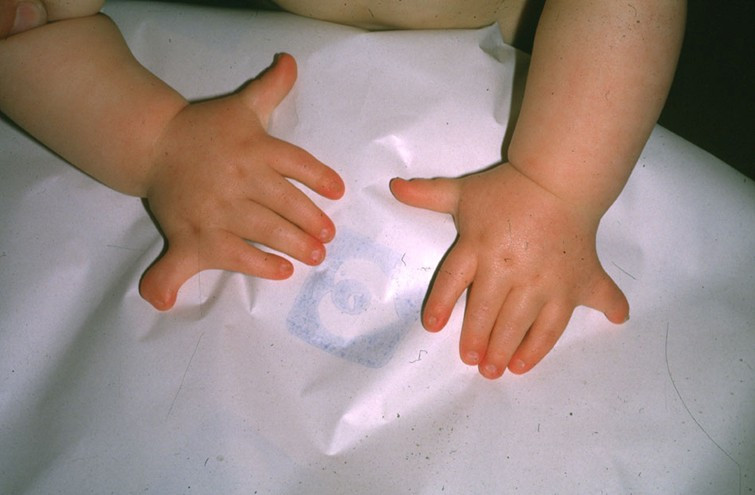
Mãos de uma criança portadora da síndrome.

A síndrome de Ellis-van Creveld (também chamada displasia condroectodérmica ou displasia mesoectodérmica) é um doença genética rara. O portador possui anomalias múltiplas e nanismo.
É herdada como um trato autossômico recessivo cuja gravidade varia de pessoa para pessoa.